# Rumo Logística
A Rumo Logística é uma companhia ferroviária e de logística brasileira, pertencente ao Grupo Cosan.
É a maior operadora logística com base ferroviária independente da América Latina, atuando em 5 concessões em 7 estados, mais de 8 000 funcionários, aproximadamente 14 mil quilômetros de linhas, 1.400 locomotivas e 35.000 vagões, além de centros de distribuição e instalações de armazenagem.

## História
A Rumo Logística foi fundada em 2008, pela Cosan, como braço logístico das operações do grupo, atuando no segmento de transporte multimodal de cargas.
Em 2015, absorveu a América Latina Logística em um processo de troca de ações, incorporando 12.900 quilômetros de malha ferroviária, 19 milhões de toneladas de capacidade de elevação no Porto de Santos, 966 locomotivas, 28.000 vagões, 11.700 funcionários diretos e indiretos.
Em março de 2019, a empresa ganhou um leilão de concessão da Ferrovia Norte-Sul, que permite o uso de 1,5 mil quilômetros entre Estrela D'Oeste em São Paulo, até Porto Nacional no Tocantins. A oferta foi de R$2,790 bilhões e a concessão dura 30 anos.

## Operações
Atualmente é a maior companhia de logística com estrutura ferroviária do Brasil, sendo que seus ativos abrangem a Malha Norte, bem como a Malha Oeste, Malha Sul e Malha Paulista das concessões originais da RFFSA, além do trecho central da Ferrovia Norte-Sul.
Hoje a empresa opera 9 terminais de transbordo ao longo da malha (tanto diretamente quanto em regime de parceria), com capacidade de armazenagem estática de aproximadamente 900 mil toneladas de grãos, açúcar e outras commodities.
A Companhia possui participação em cinco terminais portuários nos principais portos brasileiros: Porto de Santos (SP), Porto de Paranaguá (PR), São Francisco do Sul (SC) e Rio Grande (RS).

## Presidentes
- Júlio Fontana Neto (2009 – 2019)[17]
- João Alberto Fernandez de Abreu (2019 – 2024)[18][19]
- Pedro Marcus Lira Palma (2024 – atualmente)[3]